# Plover Cove Reservoir
Plover Cove Reservoir (kinesiska: 船灣淡水湖, 船灣海, 船湾海, 船湾淡水湖) är en reservoar i Hongkong (Kina). Den ligger i den norra delen av Hongkong. Plover Cove Reservoir ligger 6 meter över havet. Arean är 11,2 kvadratkilometer. Den sträcker sig 4,5 kilometer i nord-sydlig riktning, och 5,5 kilometer i öst-västlig riktning.